# Élections législatives de 1968 dans les Côtes-du-Nord
Les élections législatives françaises de 1968 se déroulent les 23 et 30 juin 1968. Dans le département des Côtes-du-Nord, cinq députés sont à élire dans le cadre de cinq circonscriptions.

## Élus
| Circonscription | Député sortant           | Parti | Parti | Député élu ou réélu      | Parti | Parti                     |
| --------------- | ------------------------ | ----- | ----- | ------------------------ | ----- | ------------------------- |
| 1re             | Yves Le Foll             |       | PSU   | Arthur Charles           |       | Divers droite (Gaulliste) |
| 2e              | René Pleven              |       | CD    | René Pleven              |       | CD                        |
| 3e              | Marie-Madeleine Dienesch |       | UDR   | Marie-Madeleine Dienesch |       | UDR                       |
| 4e              | Alain Le Guen            |       | CD    | Édouard Ollivro          |       | CD                        |
| 5e              | Pierre Bourdellès        |       | CD    | Pierre Bourdellès        |       | CD                        |

## Résultats

### Résultats à l'échelle du département
| Parti          | Parti                                           | Premier tour | Premier tour | Second tour | Second tour | Sièges |
| Parti          | Parti                                           | Voix         | %            | Voix        | %           | Sièges |
| -------------- | ----------------------------------------------- | ------------ | ------------ | ----------- | ----------- | ------ |
|                | Union pour la défense de la République          | 49 199       | 18,25        | Retrait     | Retrait     | 1      |
|                | Divers droite (gaulliste)                       | 31 963       | 11,86        | 37 106      | 21,57       | 1      |
|                | Union des républicains de progrès               | 81 162       | 30,10        | 37 106      | 21,57       | 2      |
|                |                                                 |              |              |             |             |        |
|                | Section française de l'Internationale ouvrière  | 11 022       | 4,09         |             |             | 0      |
|                | Fédération de la gauche démocrate et socialiste | 11 022       | 4,09         |             |             | 0      |
|                |                                                 |              |              |             |             |        |
|                | Progrès et démocratie moderne                   | 70 816       | 26,27        | 61 009      | 35,47       | 3      |
|                | Parti communiste français                       | 60 432       | 22,41        | 43 045      | 25,02       | 0      |
|                | Parti socialiste unifié                         | 41 467       | 15,38        | 30 849      | 17,93       | 0      |
|                | Extrême gauche                                  | 3 714        | 1,38         |             |             | 0      |
|                | Régionaliste                                    | 1 002        | 0,37         | 0           |             |        |
|                |                                                 |              |              |             |             |        |
| Inscrits       | Inscrits                                        | 325 298      | 100,00       | 207 022     | 100,00      | 5      |
| Abstentions    | Abstentions                                     | 51 936       | 15,97        | 32 358      | 15,63       |        |
| Votants        | Votants                                         | 273 362      | 84,03        | 174 664     | 84,37       |        |
| Blancs et nuls | Blancs et nuls                                  | 3 747        | 1,37         | 2 655       | 1,52        |        |
| Exprimés       | Exprimés                                        | 269 615      | 98,63        | 172 009     | 98,48       |        |

### Résultats par circonscription

#### Première circonscription (Saint-Brieuc)
| Candidat           | Candidat             | Parti                     | Premier tour | Premier tour | Second tour | Second tour |  |
| Candidat           | Candidat             | Parti                     | Voix         | %            | Voix        | %           |  |
| ------------------ | -------------------- | ------------------------- | ------------ | ------------ | ----------- | ----------- |  |
|                    | Arthur Charles élu   | Divers droite (Gaulliste) | 31 963       | 47,65        | 37 106      | 54,6        |  |
|                    | Yves Le Foll sortant | PSU                       | 20 236       | 30,17        | 30 849      | 45,4        |  |
|                    | Édouard Quemper      | PCF                       | 10 027       | 14,95        | Retrait     | Retrait     |  |
|                    | Émile Boutbien       | Divers gauche             | 3 714        | 5,54         |             |             |  |
|                    | André Laithier       | FGDS (SFIO)               | 1 133        | 1,69         |             |             |  |
|                    |                      |                           |              |              |             |             |  |
| Inscrits           | Inscrits             | Inscrits                  | 80 057       | 100,00       | 80 016      | 100,00      |  |
| Abstentions        | Abstentions          | Abstentions               | 12 151       | 15,18        | 11 086      | 13,85       |  |
| Votants            | Votants              | Votants                   | 67 906       | 84,82        | 68 930      | 86,15       |  |
| Blancs et nuls     | Blancs et nuls       | Blancs et nuls            | 833          | 1,23         | 975         | 1,41        |  |
| Exprimés           | Exprimés             | Exprimés                  | 67 073       | 98,77        | 67 955      | 98,59       |  |
| Source : Data.gouv |                      |                           |              |              |             |             |  |

#### Deuxième circonscription (Dinan)
|                    | René Pleven sortant réélu | CD (PDM)       | 35 026 | 69,87  |  |  |  |
|                    | Roger Esnault             | PCF            | 9 120  | 18,19  |  |  |  |
|                    | René Régnault             | FGDS (SFIO)    | 5 986  | 11,94  |  |  |  |
|                    |                           |                |        |        |  |  |  |
| Inscrits           | Inscrits                  | Inscrits       | 61 840 | 100,00 |  |  |  |
| Abstentions        | Abstentions               | Abstentions    | 10 496 | 16,97  |  |  |  |
| Votants            | Votants                   | Votants        | 51 344 | 83,03  |  |  |  |
| Blancs et nuls     | Blancs et nuls            | Blancs et nuls | 1 212  | 2,36   |  |  |  |
| Exprimés           | Exprimés                  | Exprimés       | 50 132 | 97,64  |  |  |  |
| Source : Data.gouv |                           |                |        |        |  |  |  |

#### Troisième circonscription (Loudéac)
|                    | Marie-Madeleine Dienesch sortante réélue | UDR (URP)      | 25 072 | 53,01  |  |  |  |
|                    | Guy Caro                                 | PSU            | 11 156 | 23,59  |  |  |  |
|                    | Auguste Le Coënt                         | PCF            | 11 065 | 23,4   |  |  |  |
|                    |                                          |                |        |        |  |  |  |
| Inscrits           | Inscrits                                 | Inscrits       | 56 353 | 100,00 |  |  |  |
| Abstentions        | Abstentions                              | Abstentions    | 8 256  | 14,65  |  |  |  |
| Votants            | Votants                                  | Votants        | 48 097 | 85,35  |  |  |  |
| Blancs et nuls     | Blancs et nuls                           | Blancs et nuls | 804    | 1,67   |  |  |  |
| Exprimés           | Exprimés                                 | Exprimés       | 47 293 | 98,33  |  |  |  |
| Source : Data.gouv |                                          |                |        |        |  |  |  |

#### Quatrième circonscription (Guingamp)
| Candidat           | Candidat                      | Parti          | Premier tour | Premier tour | Second tour | Second tour |  |
| Candidat           | Candidat                      | Parti          | Voix         | %            | Voix        | %           |  |
| ------------------ | ----------------------------- | -------------- | ------------ | ------------ | ----------- | ----------- |  |
|                    | François Leizour              | PCF            | 15 855       | 31,75        | 23 319      | 45,97       |  |
|                    | Édouard Ollivro sortant réélu | CD (PDM)       | 15 470       | 30,98        | 27 413      | 54,03       |  |
|                    | Alain Le Guen                 | UDR (URP)      | 11 177       | 22,38        | Retrait     | Retrait     |  |
|                    | Alexandre Thomas              | FGDS (SFIO)    | 3 903        | 7,82         |             |             |  |
|                    | Yves Le Merrer                | PSU            | 3 534        | 7,08         |             |             |  |
|                    |                               |                |              |              |             |             |  |
| Inscrits           | Inscrits                      | Inscrits       | 59 735       | 100,00       | 59 710      | 100,00      |  |
| Abstentions        | Abstentions                   | Abstentions    | 9 418        | 15,77        | 8 453       | 14,16       |  |
| Votants            | Votants                       | Votants        | 50 317       | 84,23        | 51 257      | 85,84       |  |
| Blancs et nuls     | Blancs et nuls                | Blancs et nuls | 378          | 0,75         | 525         | 1,02        |  |
| Exprimés           | Exprimés                      | Exprimés       | 49 939       | 99,25        | 50 732      | 98,98       |  |
| Source : Data.gouv |                               |                |              |              |             |             |  |

#### Cinquième circonscription (Lannion)
| Candidat           | Candidat                        | Parti          | Premier tour | Premier tour | Second tour | Second tour |  |
| Candidat           | Candidat                        | Parti          | Voix         | %            | Voix        | %           |  |
| ------------------ | ------------------------------- | -------------- | ------------ | ------------ | ----------- | ----------- |  |
|                    | Pierre Bourdellès sortant réélu | CD (PDM)       | 20 320       | 36,83        | 33 596      | 63,01       |  |
|                    | Marcel Hamon                    | PCF            | 14 365       | 26,03        | 19 726      | 36,99       |  |
|                    | Julien Le Guern                 | UDR (URP)      | 12 950       | 23,47        | Retrait     | Retrait     |  |
|                    | Jean-Baptiste Henry             | PSU            | 6 541        | 11,85        |             |             |  |
|                    | Pol Le Doré                     | Régionaliste   | 1 002        | 1,82         |             |             |  |
|                    |                                 |                |              |              |             |             |  |
| Inscrits           | Inscrits                        | Inscrits       | 67 313       | 100,00       | 67 296      | 100,00      |  |
| Abstentions        | Abstentions                     | Abstentions    | 11 615       | 17,26        | 12 819      | 19,05       |  |
| Votants            | Votants                         | Votants        | 55 698       | 82,74        | 54 477      | 80,95       |  |
| Blancs et nuls     | Blancs et nuls                  | Blancs et nuls | 520          | 0,93         | 1 155       | 2,12        |  |
| Exprimés           | Exprimés                        | Exprimés       | 55 178       | 99,07        | 53 322      | 97,88       |  |
| Source : Data.gouv |                                 |                |              |              |             |             |  |